# クロス・パーパシス
『クロス・パーパシス』（Cross Purposes）は、ブラック・サバスが1994年に発表した17作目のスタジオ・アルバム。日本で先行発売された。

## 背景
ロニー・ジェイムス・ディオとヴィニー・アピスの2度目の脱退に伴い、オリジナル・ラインナップによるワールド・ツアーが行われるという噂が流れ、一度はバーミンガム公演の日程も発表されるが、最終的には頓挫してしまう。そして、トニー・マーティンが呼び戻され、更にボビー・ロンディネリ（元レインボー〜クワイエット・ライオット）が新ドラマーとして迎えられた。
「イーヴル・アイ」については、エディ・ヴァン・ヘイレンが作曲に関与し、レコーディングにも参加する予定だったという噂も存在したが、後に否定されている。トニー・アイオミの自伝によれば、当時ヴァン・ヘイレンがバーミンガムに滞在していたことからエディと共にジャム・セッションを行い、アイオミが弾く「イーヴル・アイ」のリフに乗ってエディがソロを弾いたが、その時の録音は残っていないという。

## ツアー
本作発表に伴うツアーのうち、1994年4月13日のハマースミス・アポロ公演の模様はCD+VHS仕様のライブ・アルバム『クロス・パーパシス・ライヴ』（1995年）に収録された。そして、ツアーの締めくくりとなった南米公演では、ボビー・ロンディネリに代わって、オリジナル・メンバーのビル・ワードが本人の希望により一時的に再加入した。

## 収録曲
全曲ともトニー・アイオミ、トニー・マーティン、ギーザー・バトラーの共作。
1. アイ・ウィットネス - "I Witness" – 4:56
2. クロス・オブ・ソーンズ - "Cross of Thorns" – 4:31
3. サイコフォビア - "Psychophobia" – 3:10
4. バーチャル・デス - "Virtual Death" – 5:45
5. イマキュレイト・ディセプション - "Immaculate Deception" – 4:12
6. ダイイング・フォー・ラヴ - "Dying for Love" – 5:49
7. バック・トゥ・エデン - "Back to Eden" – 3:53
8. ハンド・ザット・ロックス・ザ・クレイドル - "The Hand That Rocks the Cradle" – 4:26
9. カージナル・シン - "Cardinal Sin" – 4:17
10. イーヴル・アイ - "Evil Eye" – 5:57

### 日本盤ボーナス・トラック
1. ホワッツ・ザ・ユース - "What's the Use" – 3:03

## 参加ミュージシャン
- トニー・アイオミ - ギター
- トニー・マーティン - ボーカル
- ギーザー・バトラー - ベース
- ボビー・ロンディネリ - ドラムス
- ジェフ・ニコルス - キーボード